# Bonaventura Vulcanius

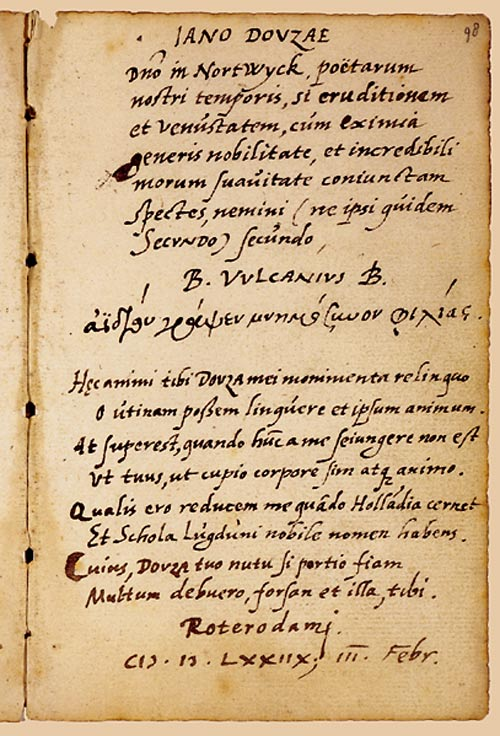
Texto autógrafo de un poema de Vulcanius dedicado a Janus Dousa, fundador de la Universidad de Leiden; escrito en Róterdam, 3 de febrero 1578

Bonaventura Vulcanius  (30 de junio de 1538, Brujas - 9 de octubre 1614, Leiden ) fue una personalidad de liderazgo del humanismo holandés en los siglos XVI y XVII.
Su padre, Pieter de Smet, quien ya era conocido por la versión latinizada de su nombre, Petrus Vulcanius ("el herrero"), fue fiscal general del Gran Consejo de Mechlin y contó a Erasmo entre sus amigos. Él dio a su hijo una educación completa, y Bonaventura estudió primero en Gante, luego dos años de medicina en la Universidad de Lovaina, y, finalmente, filosofía y literatura en Colonia con George Cassander.
En 1559 se fue a España para convertirse en el secretario de Francisco de Mendoza y Bobadilla, obispo de Burgos, hasta la muerte de éste en 1566. Luego se convirtió en el secretario del hermano del obispo en Toledo hasta que éste murió en 1570. Allá Vulcanius obtuvo una cátedra de griego en Colonia (aunque él nunca llegó a enseñar), luego trabajó para el impresor Henri Estienne de Ginebra, y para el editor Johann Froben de Basilea. En 1575, mientras se encontraba en Ginebra, publicó (a través de Estienne) una edición académica de la Historia Alexandri de Arriano, incorporando una nueva traducción al latín. En 1577 regresó a su país natal, Flandes, y se convirtió en secretario y tutor familiar de Marnix van Sint Aldegonde, diplomático, burgomaestre de Amberes y amigo de Guillermo el Taciturno.
En 1578 fue nombrado profesor de latín y griego en la Universidad de Leiden, a donde llegó tras años más tarde, en 1581, y donde durante 30 años enseñó a 'la futura élite de la República holandesa', entre ellos Daniel Heinsius y Hugo Grotius.
Vulcanius tenía acceso al códice de plata sobre vitela purpúrea, que contiene la parte superviviente de la antigua traducción de la Biblia en lengua gótica por el obispo Wulfila o Ulphilas. En 1597 se publicó el texto, la primera publicación de un texto gótico completo. Él dio al manuscrito el nombre con el que aún se le conoce, Codex Argenteus, de la palabra latina para la plata.